# Джукич, Никола
Никола Джукич (род. 26 января 1983, Титоград) — черногорский шахматист, гроссмейстер (2005).
В составе сборной Черногории участник восьми Олимпиад (2008—2024) и девяти командных чемпионатов Европы (2007—2023).
Десятикратный чемпион Черногории по шахматам (в частности, в 2004, 2011, 2014, 2015, 2018, 2019 годах), а также серебряный призёр чемпионата 2024 года. Чемпион Черногории по быстрым шахматам (2024). В чемпионате Сербии и Черногории 2005 года — 2-4 место.

## Таблица результатов
| Год  | Город          | Турнир         | + | − | = | Результат | Место |
| ---- | -------------- | -------------- | - | - | - | --------- | ----- |
| 2008 | Дрезден        | 38-я олимпиада | 0 | 6 | 4 | 2 из 10   |       |
| 2010 | Ханты-Мансийск | 39-я олимпиада | 4 | 2 | 5 | 6½ из 11  |       |
| 2012 | Стамбул        | 40-я олимпиада | 3 | 2 | 6 | 6 из 11   |       |
| 2014 | Тромсё         | 41-я олимпиада | 3 | 4 | 4 | 5 из 11   |       |
|      |                |                |   |   |   | из        |       |

## Изменения рейтинга
| Графики недоступны из-за технических проблем. См. информацию на Фабрикаторе и на mediawiki.org. |